# Kungsholmsgatan

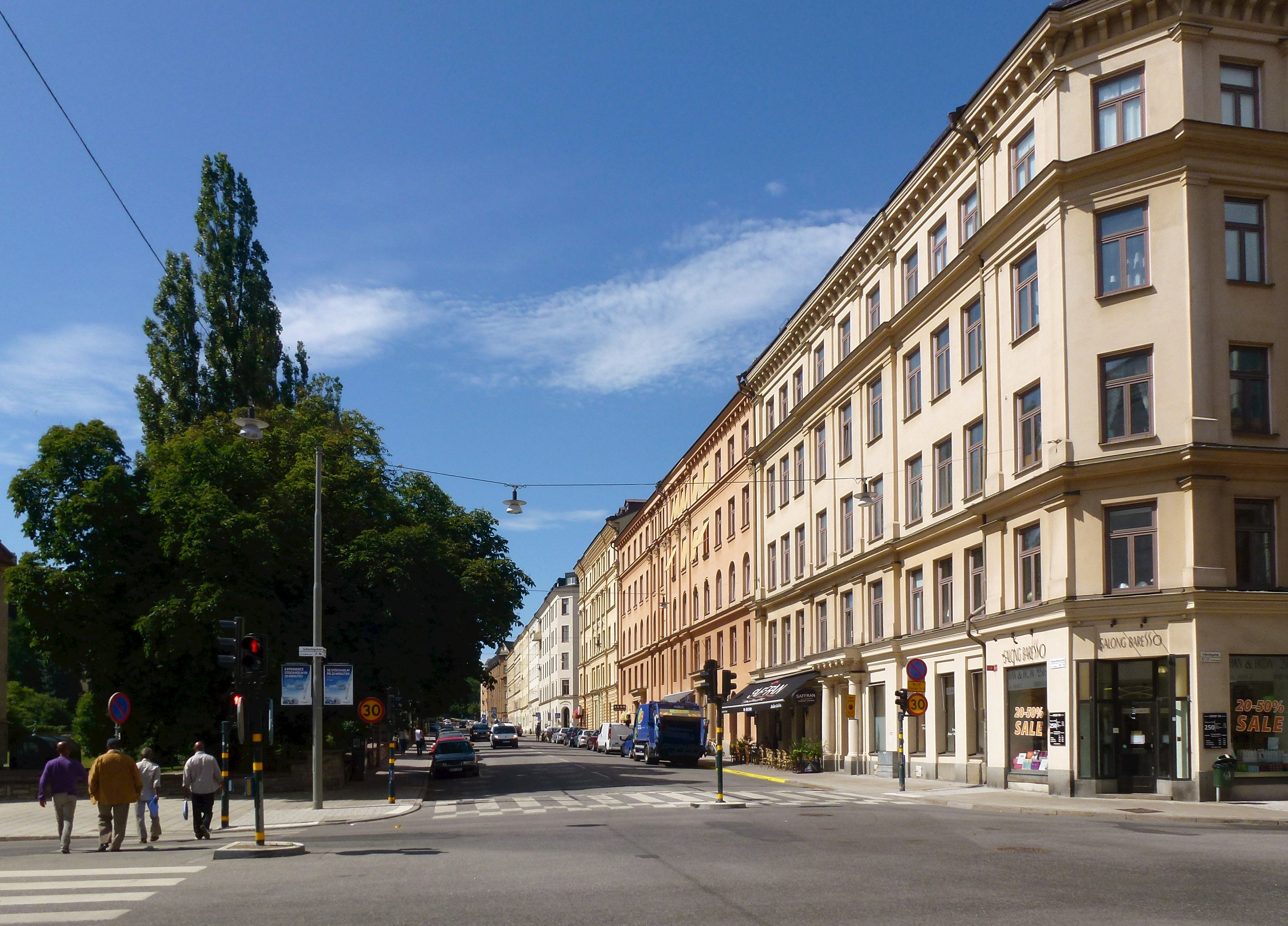
Kungsholmsgatan mot väst i höjd med Stockholms rådhus, juli 2013.

Kungsholmsgatan är en gata i stadsdelen Kungsholmen i Stockholm. Gatan sträcker sig i ost-västlig riktning från Bolinders plan till Kronobergsparken.

## Historik
Namnet Kungsholmsgatan fastställdes vid Stockholms stora gatunamnrevision 1885, då hade gatans fortsättning väster om Kronobergsparken samma namn. Detta gatuavsnittet fick 1969 heta Sankt Göransgatan. Före namnrevisionen hete Kungsholmsgatan Stora Kungsholmsgatan (samma namn hade även Hantverkargatan under en tidsperiod). “Stora” visar att gatan var en viktig huvudgata på Kungsholmen som gick från gamla Kungsholmsbron längs nästan hela Kungsholmen.  Redan på 1640-talet nämns gatan som Stoora gatan, andra tidiga namn är Munkegatan (1652) och Stora Kungsholmsbrogatan (1850-talet). 

## Byggnader
- Nr 21 låg tidigare biografen Ritz (nerlagd 1983)
- Nr 23 Ansgariikyrkan
- Nr 31 Hotellet Amaranten
- Nr 33-47 Stockholms polishus
- Stockholms rådhus har sin norra fasad mot Kungsholmsgatan

## Bilder

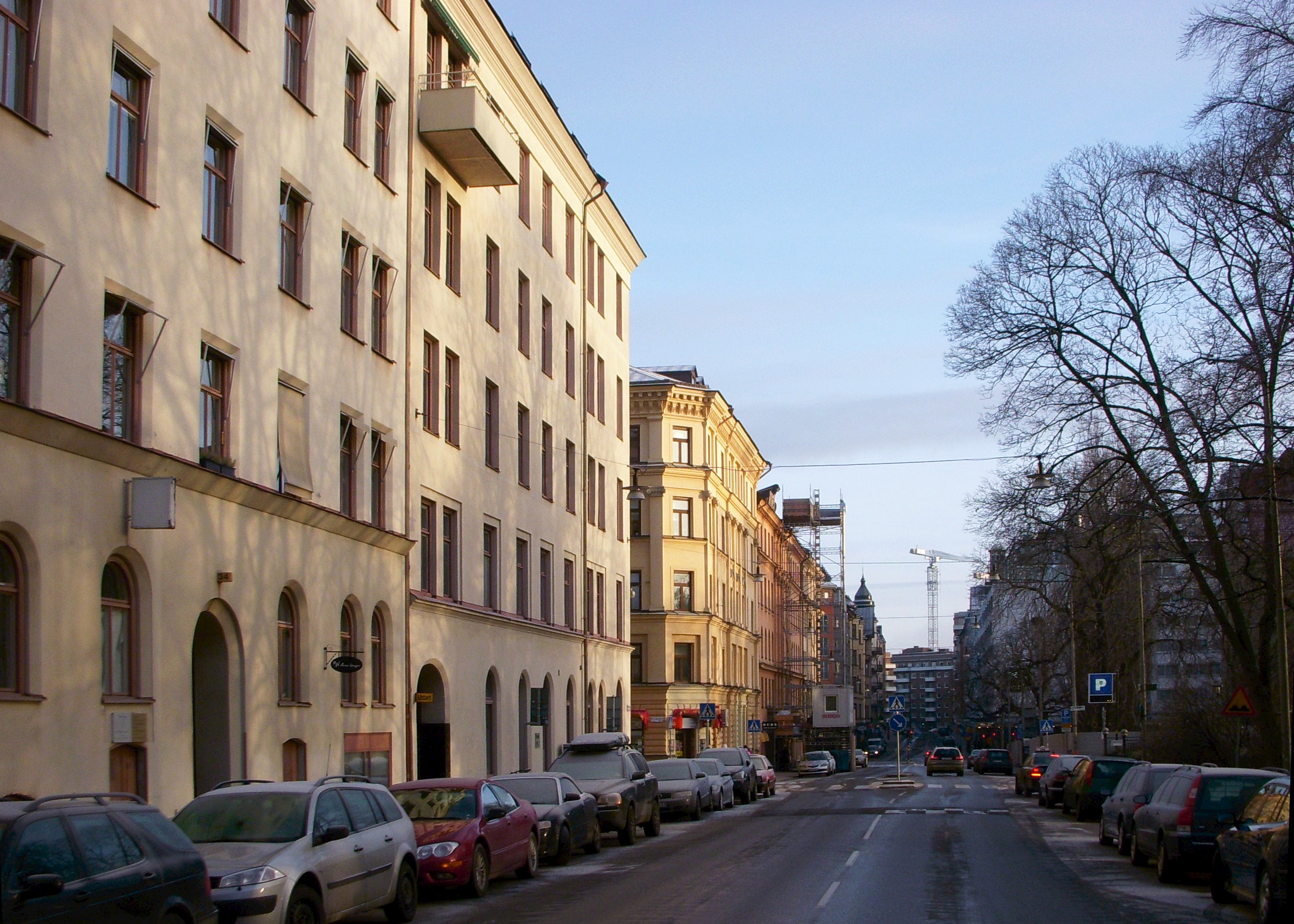
Kungsholmsgatan mot öst, 2008.
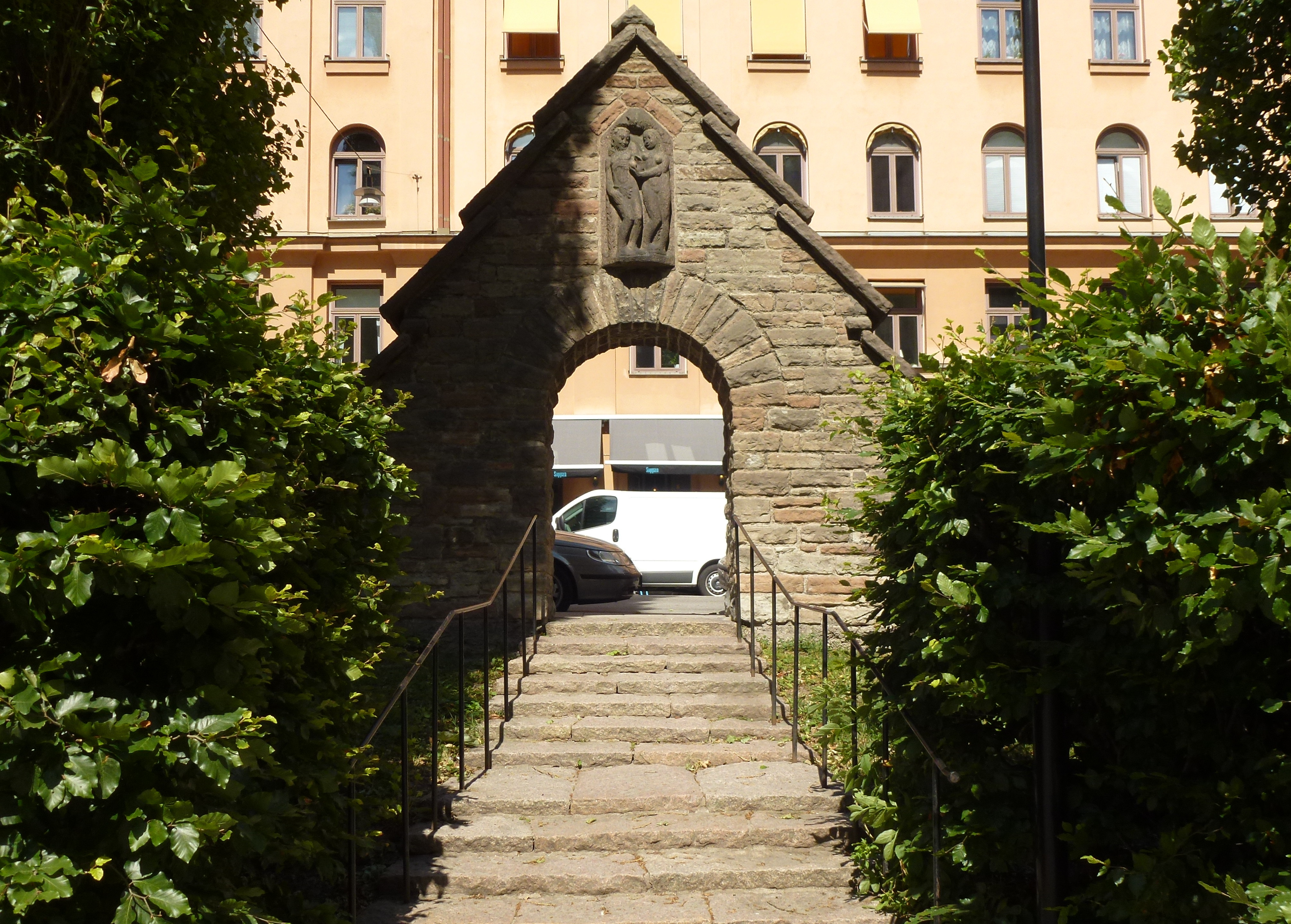
Rådhusets portal mot Kungsholmsgatan
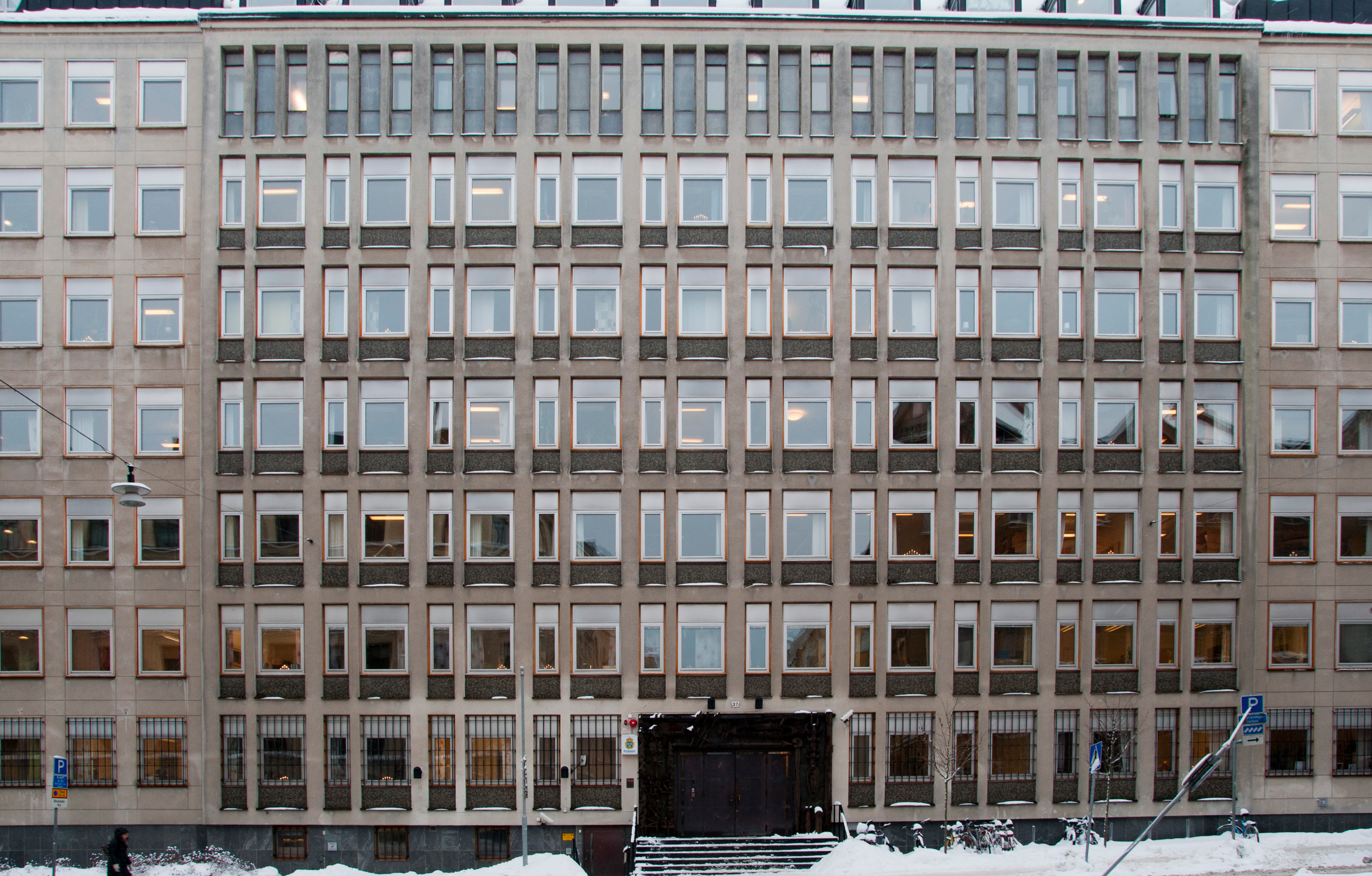
Stockholms polishus, fasad mot Kungsholmsgatan
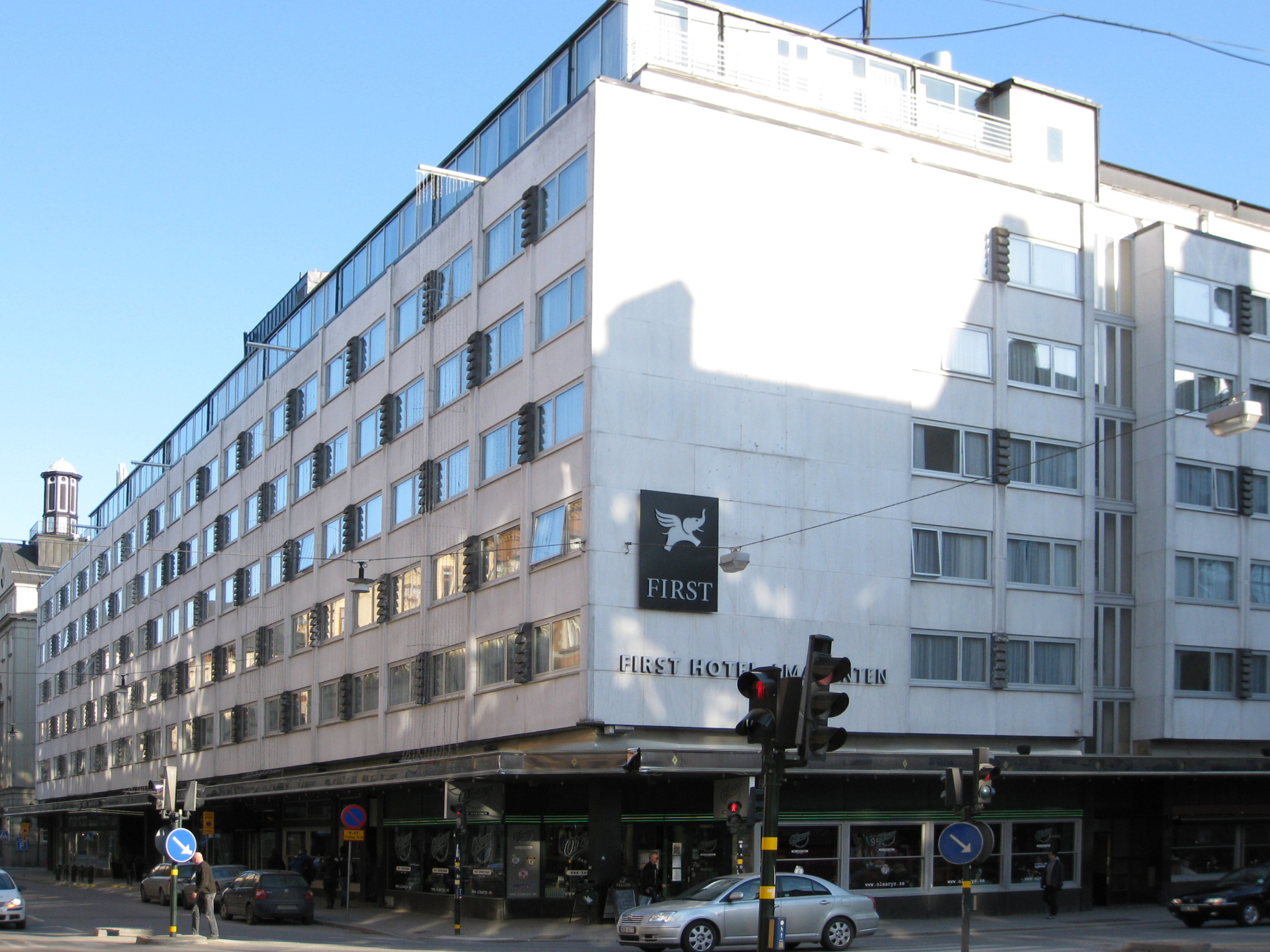
Hotell Amaranten, hörnet Scheelegatan